# Zeta2 Lyrae
Zeta2 Lyrae (ζ2 Lyrae, förkortat Zeta2 Lyr, ζ2 Lyr) som är stjärnans Bayerbeteckning, är en ensam stjärna belägen i den mellersta delen av stjärnbilden Lyran. Den har en skenbar magnitud på 5,23 och är svagt synlig för blotta ögat. Baserat på parallaxmätning inom Hipparcosuppdraget på ca 21 mas, beräknas den befinna sig på ett avstånd av ca 156 ljusår (48 parsek) från solen.

## Egenskaper
Zeta2 Lyrae är en blå till vit underjättestjärna av spektralklass F0IVv. Den har en massa som är 1,7 gånger större än solens och en radie som är 1,9 gånger större än solens radie. Den utsänder från dess fotosfär 9 gånger mer energi än solen vid en effektiv temperatur på ca 7 000 K.